# Лас Чоапас (Лас Чоапас, Веракруз)
Лас Чоапас (шп. Las Choapas) насеље је у Мексику у савезној држави Веракруз у општини Лас Чоапас. Насеље се налази на надморској висини од 10 м.

## Становништво
Према подацима из 2010. године у насељу је живело 42693 становника.

### Хронологија
| Година       | 2000                  | 2005                  | 2010                  |
| ------------ | --------------------- | --------------------- | --------------------- |
| Становништво | 41426 (19676 / 21750) | 40773 (19179 / 21594) | 42693 (20358 / 22335) |

### Попис
| \| \| м \| \| \| ж \| \| 0—2 \| 1.182 \| \| \| 1.075 \| \| 3—5 \| 1.152 \| \| \| 1.157 \| \| 6—11 \| 2.510 \| \| \| 2.467 \| \| 12—14 \| 1.384 \| \| \| 1.304 \| \| 15—17 \| 1.363 \| \| \| 1.420 \| \| 18—24 \| 2.521 \| \| \| 2.805 \| \| 60+ \| 1.922 \| \| \| 2.175 \| \| Просек : \| 28,7 \| \| \| 30,1 \| |       |  |  |       |
| |       |  |  |       |
| | м     |  |  | ж     |
| 0—2 | 1.182 |  |  | 1.075 |
| 3—5 | 1.152 |  |  | 1.157 |
| 6—11 | 2.510 |  |  | 2.467 |
| 12—14 | 1.384 |  |  | 1.304 |
| 15—17 | 1.363 |  |  | 1.420 |
| 18—24 | 2.521 |  |  | 2.805 |
| 60+ | 1.922 |  |  | 2.175 |
| Просек : | 28,7  |  |  | 30,1  |

| #   | Индикатор                                                                                        | Вредност |
| --- | ------------------------------------------------------------------------------------------------ | -------- |
| 1   | Становништво од 0 до 2 године                                                                    | 2257     |
| 2   | Мушко становништво од 0 до 2 године                                                              | 1182     |
| 3   | Женско становништво од 0 до 2 године                                                             | 1075     |
| 4   | Становништво са 3 и више година                                                                  | 38881    |
| 5   | Мушко становништво са 3 и више година                                                            | 18397    |
| 6   | Женско становништво са 3 и више година                                                           | 20484    |
| 7   | Становништво са 5 и више година                                                                  | 37308    |
| 8   | Мушко становништво са 5 и више година                                                            | 17618    |
| 9   | Женско становништво са 5 и више година                                                           | 19690    |
| 10  | Становништво са 12 и више година                                                                 | 31595    |
| 11  | Мушко становништво са 12 и више година                                                           | 14735    |
| 12  | Женско становништво са 12 и више година                                                          | 16860    |
| 13  | Становништво са 15 и више година                                                                 | 28907    |
| 14  | Мушко становништво са 15 и више година                                                           | 13351    |
| 15  | Женско становништво са 15 и више година                                                          | 15556    |
| 16  | Становништво са 18 и више година                                                                 | 26124    |
| 17  | Мушко становништво са 18 и више година                                                           | 11988    |
| 18  | Женско становништво са 18 и више година                                                          | 14136    |
| 19  | Становништво од 3 до 5 година                                                                    | 2309     |
| 20  | Мушко становништво од 3 до 5 година                                                              | 1152     |
| 21  | Женско становништво од 3 до 5 година                                                             | 1157     |
| 22  | Становништво од 6 до 11 година                                                                   | 4977     |
| 23  | Мушко становништво од 6 до 11 година                                                             | 2510     |
| 24  | Женско становништво од 6 до 11 година                                                            | 2467     |
| 25  | Становништво од 8 до 14 година                                                                   | 6072     |
| 26  | Мушко становништво од 8 до 14 година                                                             | 3110     |
| 27  | Женско становништво од 8 до 14 година                                                            | 2962     |
| 28  | Становништво од 12 до 14 година                                                                  | 2688     |
| 29  | Мушко становништво од 12 до 14 година                                                            | 1384     |
| 30  | Женско становништво од 12 до 14 година                                                           | 1304     |
| 31  | Становништво од 15 до 17 година                                                                  | 2783     |
| 32  | Мушко становништво од 15 до 17 година                                                            | 1363     |
| 33  | Женско становништво од 15 до 17 година                                                           | 1420     |
| 34  | Становништво од 18 до 24 године                                                                  | 5326     |
| 35  | Мушко становништво од 18 до 24 године                                                            | 2521     |
| 36  | Женско становништво од 18 до 24 године                                                           | 2805     |
| 37  | Женско становништво од 15 до 49 година                                                           | 11550    |
| 38  | Становништво са 60 и више година                                                                 | 4097     |
| 39  | Мушко становништво са 60 и више година                                                           | 1922     |
| 40  | Женско становништво са 60 и више година                                                          | 2175     |
| 41  | Однос између мушкараца и жена                                                                    | 91.15    |
| 42  | Становништво од нуле до 14 година                                                                | 12231    |
| 43  | Становништво од 15 до 64 године                                                                  | 26128    |
| 44  | Становништво од 65 година и више                                                                 | 2779     |
| 45  | Просечан број деце                                                                               | 2.44     |
| 46  | Становништво рођено у ентитету                                                                   | 34111    |
| 47  | Мушко становништво рођено у ентитету                                                             | 16269    |
| 48  | Женско становништво рођено у ентитету                                                            | 17842    |
| 49  | Становништво рођено у другом ентитету                                                            | 6733     |
| 50  | Мушко становништво рођено у другом ентитету                                                      | 3166     |
| 51  | Женско становништво рођено у другом ентитету                                                     | 3567     |
| 52  | Становништво од 5 година и више резидентно у ентитету у јуну 2005. године                        | 35381    |
| 53  | Мушко становништво старосног доба од 5 година и више, резидентно у ентитету у јуну 2005. године  | 16601    |
| 54  | Женско становништво старосног доба од 5 и више година, резидентно у ентитету у јуну 2005. године | 18780    |
| 55  | Становништво од 5 година и више које је живело у другом ентитету у јуну 2005. године             | 1252     |
| 56  | Мушко становништво старије од 5 година које је живело у другом ентитету у јуну 2005. године      | 613      |
| 57  | Женско становништво старије од 5 година које је живело у другом ентитету у јуну 2005. године     | 639      |
| 58  | Становништво од 3 године и више које говори аутохтони језик                                      | 413      |
| 59  | Мушко становништво старо 3 године и више које говори аутохтони језик                             | 204      |
| 60  | Женско становништво старо 3 године и више које говори аутохтони језик                            | 209      |
| 61  | Становништво од 3 године и више које говори аутохтони језик и не говори шпански језик            | 2        |
| 62  | Мушко становништво старо 3 године и више које говори аутохтони језик и не говори шпански         | 1        |
| 63  | Женско становништво старо 3 године и више које говори аутохтони језик и не говори шпански језик  | 1        |
| 64  | Становништво старо 3 године и више које говори аутохтони језик и шпански                         | 345      |
| 65  | Мушко становништво старо 3 године и више које говори аутохтони језик и шпански                   | 168      |
| 66  | Женско становништво старо 3 године и више које говори аутохтони језик и шпански                  | 177      |
| 67  | Становништво од 5 година и више које говори аутохтони језик                                      | 410      |
| 68  | Становништво од 5 година и више које говори аутохтони језик и не говори шпански језик            | 2        |
| 69  | Становништво од 5 година и више које говори аутохтони језик и говори шпански језик               | 345      |
| 70  | Становништво у домородачким домаћинствима                                                        | 1037     |
| 71  | Становништво са ограничењима у активностима                                                      | 1479     |
| 72  | Становништво са ограниченим ходањем или кретањем, горе или доле                                  | 668      |
| 73  | Становници са ограничењима вида, чак и уз кориштење сочива                                       | 448      |
| 74  | Становништво са ограничењима говора, комуникације или конверзације                               | 151      |
| 75  | Становништво са ограниченим слухом                                                               | 192      |
| 76  | Становништво са ограничењима при одевању, купању или јелу                                        | 70       |
| 77  | Становништво са ограничењима у опажању или учењу једноставних ствари                             | 111      |
| 78  | Становништво са менталним ограничењима                                                           | 216      |
| 79  | Становништво без ограничења активности                                                           | 39444    |
| 80  | Становништво од 3 до 5 година које не похађа школу                                               | 1407     |
| 81  | Мушко становништво од 3 до 5 година које не похађа школу                                         | 702      |
| 82  | Женско становништво од 3 до 5 година које не похађа школу                                        | 705      |
| 83  | Становништво од 6 до 11 година које не похађа школу                                              | 250      |
| 84  | Мушко становништво од 6 до 11 година које не похађа школу                                        | 134      |
| 85  | Женско становништво од 6 до 11 година које не похађа школу                                       | 116      |
| 86  | Становништво од 12 до 14 година које не похађа школу                                             | 241      |
| 87  | Мушко становништво од 12 до 14 година које не похађа школу                                       | 136      |
| 88  | Женско становништво од 12 до 14 година које не похађа школу                                      | 105      |
| 89  | Становништво од 15 до 17 година похађа школу                                                     | 1979     |
| 90  | Мушко становништво од 15 до 17 година похађа школу                                               | 937      |
| 91  | Женско становништво између 15 и 17 година живота у школи                                         | 1042     |
| 92  | Становништво од 18 до 24 године похађа школу                                                     | 1596     |
| 93  | Мушко становништво од 18 до 24 године похађа школу                                               | 778      |
| 94  | Женско становништво од 18 до 24 године похађа школу                                              | 818      |
| 95  | Становништво од 8 до 14 година које не може да чита и пише                                       | 227      |
| 96  | Мушко становништво старосног доба од 8 до 14 година које не може да чита и пише                  | 135      |
| 97  | Женско становништво старосног доби од 8 до 14 година које не може да чита и пише                 | 92       |
| 98  | Становништво од 15 година и више које је неписмено                                               | 2733     |
| 99  | Мушко становништво од 15 година и више које је неписмено                                         | 844      |
| 100 | Женско становништво од 15 година и више које је неписмено                                        | 1889     |
| 101 | Становништво старо 15 и више година без школовања                                                | 3589     |
| 102 | Мушко становништво старо 15 и више година без школовања                                          | 1284     |
| 103 | Женско становништво старо 15 и више година без школовања                                         | 2305     |
| 104 | Становништво старосног доба 15 и више година са непотпуним основним образовањем                  | 4619     |
| 105 | Мушко становништво старосног доба од 15 година и више са непотпуном основним образовањем         | 2056     |
| 106 | Женско становништво старосног доба 15 и више година са непотпуном основним образовањем           | 2563     |
| 107 | Становништво старо 15 и више година са комплетним основним образовањем                           | 4362     |
| 108 | Мушко становништво старо 15 година и више са комплетним основним образовањем                     | 1953     |
| 109 | Женско становништво старо 15 и више година са комплетним основним образовањем                    | 2409     |
| 110 | Становништво старосног доба 15 и више година са непотпуним средњим образовањем                   | 1671     |
| 111 | Мушко становништво старосног доба од 15 година и више са непотпуним средњим образовањем          | 881      |
| 112 | Женско становништво старосног доба од 15 година и више са непотпуним средњим образовањем         | 790      |
| 113 | Становништво старо 15 и више година са пуним секундарном образовањем                             | 5444     |
| 114 | Мушко становништво старосног доба од 15 година и више са пуним секундарном образовањем           | 2700     |
| 115 | Женско становништво старосног доба од 15 година и више са пуним секундарном образовањем          | 2744     |
| 116 | Становништво старије од 18 година са постосновним образовањем                                    | 8317     |
| 117 | Мушко становништво старије од 18 година са постосновним образовањем                              | 4121     |
| 118 | Женско становништво старије од 18 година са постосновним образовањем                             | 4196     |
| 119 | Просечна оцена школовања                                                                         | 7.69     |
| 120 | Просечан ниво образовања мушке популације                                                        | 8.1      |
| 121 | Просечан ниво образовања женског становништва                                                    | 7.33     |
| 122 | Економски активно становништво                                                                   | 15276    |
| 123 | Економски активна мушка популација                                                               | 10376    |
| 124 | Економски активна женска популација                                                              | 4900     |
| 125 | Становништво које није економски активно                                                         | 16166    |
| 126 | Мушко становништво које није економски активно                                                   | 4268     |
| 127 | Женско становништво које није економски активно                                                  | 11898    |
| 128 | Запослено становништво                                                                           | 14525    |
| 129 | Запослено мушко становништво                                                                     | 9770     |
| 130 | Запослено женско становништво                                                                    | 4755     |
| 131 | Незапослена популација                                                                           | 751      |
| 132 | Незапослена мушка популација                                                                     | 606      |
| 133 | Незапослена женска популација                                                                    | 145      |
| 134 | Становништво без права на здравствене услуге                                                     | 12109    |
| 135 | Становништво које има право на здравствене услуге                                                | 29008    |
| 136 | Становништво које има право на ИМСС                                                              | 4874     |
| 137 | Становништво које има право на социјално осигурање                                               | 1926     |
| 138 | Становништво које има право на државно социјално осигурање                                       | 68       |
| 139 | Становништво које има право на опште осигурање или здравствено осигурање за нову генерацију      | 15123    |
| 140 | Становништво које је било једном или није било у браку током 12 година и више                    | 10948    |
| 141 | Венчано или уједињено становништво од 12 година и више                                           | 16534    |
| 142 | Становништво које је било у браку или уједињено 12 година и више                                 | 4072     |
| 143 | Становништво са католичком религијом                                                             | 22286    |
| 144 | Протестанти, еванђелисти и библијски следбеници различити од еванђелиста                         | 10064    |
| 145 | Становништво са другим религијама различитим од претходних                                       | 219      |
| 146 | Становништво без религије                                                                        | 8352     |
| 147 | Укупно пописаних домаћинства                                                                     | 10912    |
| 148 | Пописна домаћинства на челу са мушкарцима                                                        | 7047     |
| 149 | Пописна домаћинства на челу са женама                                                            | 3865     |
| 150 | Становништво у пописним домаћинствима                                                            | 41153    |
| 151 | Становништво у пописним домаћинствима на челу са мушкарцима                                      | 27556    |
| 152 | Становништво у пописним домаћинствима на челу са женама                                          | 13597    |
| 153 | Укупно домаћинстава                                                                              | 13202    |
| 154 | Укупно насељених домаћинстава                                                                    | 11424    |
| 155 | Укупно приватних кућа                                                                            | 12690    |
| 156 | Насељени приватни домови                                                                         | 10912    |
| 157 | Укупно насељених приватних кућа                                                                  | 11423    |
| 158 | Ненасељене приватне куће                                                                         | 1377     |
| 159 | Појединачна домаћинства за привремену употребу                                                   | 401      |
| 160 | Становници у насељеним приватним кућама                                                          | 41153    |
| 161 | Насељеност станара у приватним становима                                                         | 3.77     |
| 162 | Просечно становника по соби у приватним насељеним домаћинствима                                  | 1.11     |
| 163 | Појединачна домаћинства са подовима од различитих материјала од земље                            | 10454    |
| 164 | Појединачна домаћинства у приземљу                                                               | 397      |
| 165 | Појединачна домаћинства са једном спаваћом собом                                                 | 4727     |
| 166 | Појединачна домаћинства са две спаваће собе и више                                               | 6154     |
| 167 | Појединачна домаћинства са једним собом                                                          | 1879     |
| 168 | Појединачна домаћинства са две собе                                                              | 1570     |
| 169 | Појединачна домаћинства са 3 собе и више                                                         | 7429     |
| 170 | Појединачна домаћинства која имају електрично светло                                             | 10747    |
| 171 | Појединачна домаћинства која немају електрично светло                                            | 134      |
| 172 | Појединачна домаћинства која имају водоводну воду у стамбеном простору                           | 5852     |
| 173 | Појединачна домаћинства која немају водоводну воду у стамбеном простору                          | 5021     |
| 174 | Појединачна домаћинства која имају тоалет                                                        | 10743    |
| 175 | Појединачна домаћинства која имају канализацију                                                  | 10758    |
| 176 | Појединачна домаћинства која немају канализацију                                                 | 97       |
| 177 | Појединачна домаћинства која имају електрично светло, довод воде из јавне мреже и канализацију   | 5788     |
| 178 | Појединачна домаћинства без икаквих услова                                                       | 263      |
| 179 | Појединачна домаћинства која имају радио                                                         | 6730     |
| 180 | Појединачна домаћинства која имају телевизор                                                     | 9992     |
| 181 | Појединачна домаћинства која имају фрижидер                                                      | 9173     |
| 182 | Појединачна домаћинства која имају машину за веш                                                 | 7878     |
| 183 | Појединачна домаћинства која имају аутомобил или комби                                           | 3406     |
| 184 | Појединачна домаћинства која имају рачунар                                                       | 2473     |
| 185 | Појединачна домаћинства која имају фиксну телефонску линију                                      | 3653     |
| 186 | Појединачна домаћинства која имају мобилни телефон                                               | 7970     |
| 187 | Појединачна домаћинства која имају приступ интернету                                             | 1800     |
| 188 | Величина локације                                                                                | 9        |